# Laboulaye

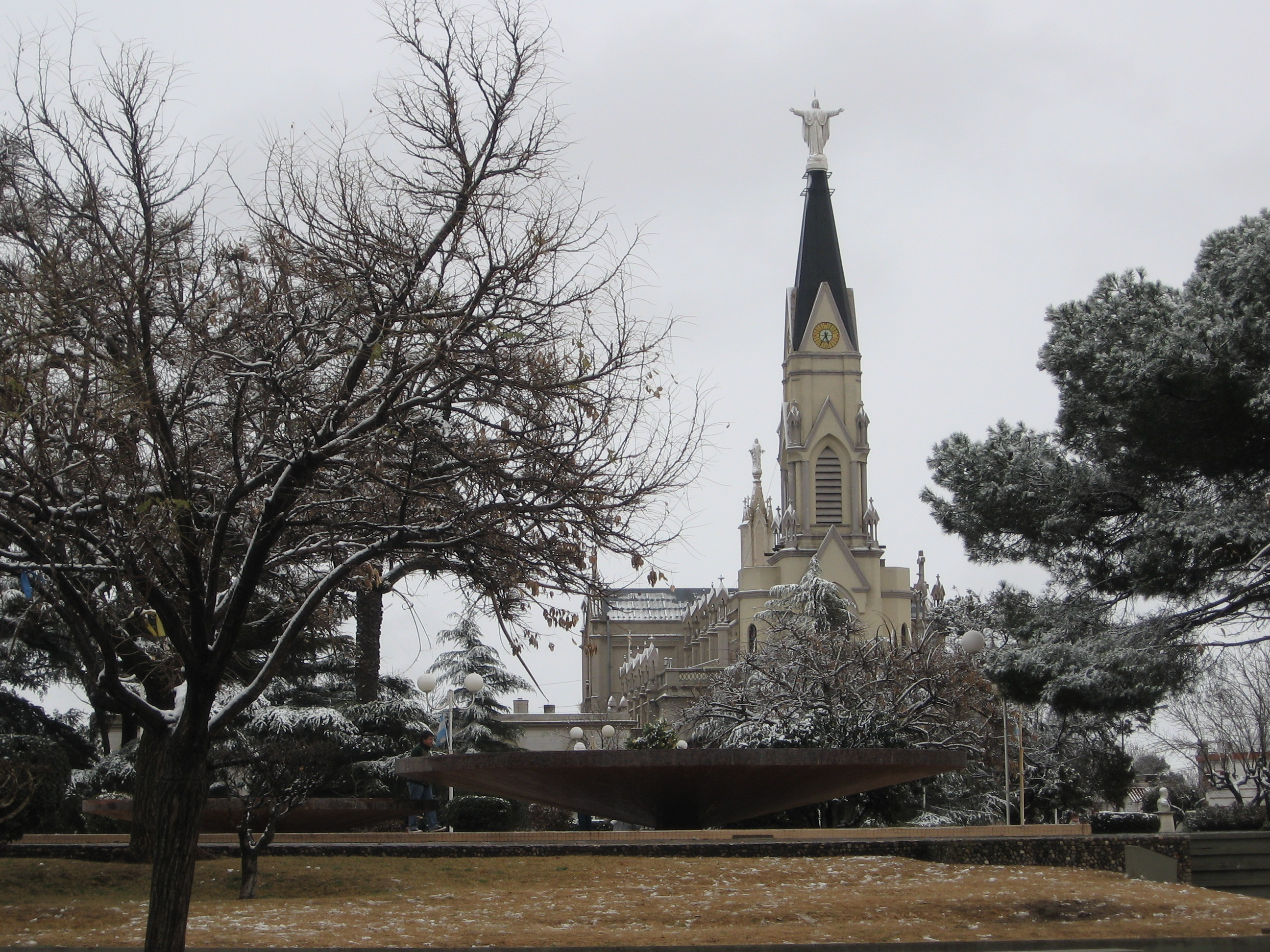
Foto da Igreja Jesús Redentor em Laboulaye

Laboulaye é um município da província de Córdova, na Argentina.